# A nagy verseny (Így jártam anyátokkal)
A nagy verseny az Így jártam anyátokkal című televízió-sorozat hatodik évadának negyedik epizódja. Eredetileg 2010. október 11-én vetítették, míg Magyarországon 2011. szeptember 5-én.
Ebben az epizódban miután egy étteremben felbukkan Woody Allen, megindul a verseny, hogy melyikük ér oda előbb, hogy lássa. Robin, akit a többiek azzal cikiztek, hogy nem is eléggé amerikai, presztízskérdésnek fogja fel, hogy nyerjen, de a többieknek is megvan a maga motivációja. 

## Cselekmény
Miközben a banda a MacLaren's bárban ül, Marshallnak ír az egyik barátja, Max, hogy egy belvárosi étteremben látta Woody Allent. Robin extázisba esik, és elindulna, hogy megnézze, mire a többiek azt mondják, hogy ők már rengetegszer látták, és elkezdik emiatt cikizni Robint, hogy nem elég amerikai, hiszen Kanadából származik. Megpróbálja őket lenyűgözni, hogy látta Maury Povich-ot, de a többiek erre is azt mondják, hogy ez mindennapos. Ezután arról kezdenek vitatkozni, mi teszi az embert igazi new york-ivá. Ted szerint le kell nyúlni valaki más taxiját, Lily szerint sírni a metrón és nem törődni azzal, hogy ehhez mit szólnak mások. Marshall szerint pedig puszta kézzel megölni egy csótányt. Robin azt mondja, hogy ezek közül egyik sem volt meg neki, de Jövőbeli Ted szerint a nap végére mindhárom teljesül majd. Ezután elkezdenek vitatkozni azon, hogy hogy lehetne a leggyorsabban eljutni abba az étterembe, és versenyre kelnek. A győztes az, aki elsőnek ér oda. Ted busszal megy, Lily metróval, Robin taxival, Marshall gyalog, Barney pedig, aki azt állítja, hogy ő lesz a leggyorsabb, előbb eszik egy steak-et.
Barney terve az, hogy miután megebédelt, szívrohamot szimulál, hogy rohammentő vigye a kórházba, ami az étterem mellett van. A terve felsül, amikor egy másik kórházba viszik, így fel kell hívnia Ranjitet, hogy segítsen. Eközben Lily félreérti, amit a hangosbemondó mond a metrón, és leszáll a szerelvényről (azt hiszi, elromlott), ami aztán továbbindul nélküle.  Eközben Robin taxit fog, amit egy nőtől nyúl le, aki agresszívan reagál és felugrik a szélvédőre. Így kénytelen megszakítani az utat, és Barneyval tart egy darabon. Útközben Robin Barney szemére veti, hogy próbált a gondjairól mesélni (a Donnal való szakítása, és hogy egy új hírolvasótárs, Becky, ellopja előle a népszerűséget), de ő nem is figyelt. Mikor Barney bocsánatot akar kérni, Robin otthagyja őt. Eközben Ted busszal halad és az utastársainak ad elő New York építészetéről, amit azok nem nagyon díjaznak. Marshall, aki gyalog halad, eleinte fitt és energikus, de szép lassan elkezd fáradni.
Jövőbeli Ted közben elmondja, kinek miért volt annyira szüksége a győzelemre. Lily ideges, mert már két hónapja próbálkoznak és még mindig nem akar összejönni a gyerek. Marshall ugyanezt érzi, és úgy véli, ez az ő hibája. Tednek rosszul esett, hogy egy tanárokat pontozó oldalon a sok pozitív vélemény mellé kapott egy negatívat is. Robinnak azért kellett a győzelem, mert az éve pocsék volt. Barneynak pedig igazán nem is volt szüksége rá, mert az ő élete király.
Miközben úton vannak, egy ponton találkoznak, és Ted azt javasolja, hogy egyezzenek ki egy döntetlenben, amiről gyorsan letesznek. Robin metróra száll, ahol meglátja, hogy a reggeli műsorukat népszerűsítő plakáton Becky feje nagyobb, mint az övé. Letépi, és meglátja alatta a régi plakátot, amin ő és Don szerepelnek. Emiatt elkezd sírni. Lily próbálja vigasztalni, de csakhamar kiújul köztük a versengés. Barney riksával halad a cél felé, s a végén helyet cserél a sofőrrel, hogy gyorsabban mehessen. Lily Ranjittel megy és útközben felveszik Marshallt is. Megbeszélik egymással a problémáikat a gyerekvállalásról, és arra jutnak, hogy ezt igazán nem kellene siettetniük. Meggondolják magukat, és Coney Island-re mennek. Közben Ted, Barney és Robin már a cél felé tartanak, ahol Barney váratlanul lerántja Tedet, hogy Robin nyerhessen. Jövőbeli Ted elmondja, hogy bár Barney ezt tagadja, észrevette, hogy Robin sírt korábban, és ezért segített neki. Később Robin Maxszel ebédel, Ted pedig megköszöni Barneynak a segítséget, aki természetesen tagad. Max megmutatja Woody Allent Robinnak, akiről kiderül, hogy az nem is ő, hanem Maury Povich. Jövőbeli Ted azt mondja, hogy Robin pár hónappal később látta az igazi Woody Allent is, de már aznap igazi new york-i lett – teljesítette az utolsó feltételt is, amikor puszta kézzel agyonütött egy csótányt.

## Kontinuitás
- Marshallnak ismét problémát jelent a pezsgősüveg kinyitása. ("A kezdetek")
- Marshall ismét felhozza az Eriksenek termékenységét ("A pulykával tömött pocak")
- Ebben az epizódban hangzik el először a "Marshall a gépek ellen" című dalocska, amit Marshall költött.
- Lily a "Tíz alkalom" című részben is külön boxba ültette Barneyt büntetésből.
- Ted a "Jenkins" című részben is amiatt aggódott, hogy a diákjai nem kedvelik.
- Az, hogy Barney segített Robinnak, arra utal, hogy még mindig vannak iránta érzései ("Persze, hogy...", "Külön ágyak")
- Ted a buszon az Alberta épületet is mutogatja és vicces tényeket mesél róla ("Robotok a pankrátorok ellen")
- Lily az epizód végén azt mondja, vissza akar menni Párizsba. A "Mosolyt!" című részben látható, amikor odautaztak.

## Jövőbeli visszautalások
- Robin a "Romboló építész" című részben is Maxszel randizik.
- Ted az Arcadian szálló épületét is megemlíti a buszsofőrnek. A következő epizódtól kezdődően derül ki, hogy ennek a helyére tervezik a GNB új székházát, amely az egész évadon átívelő konfliktus.
- Lily és Marshall a "Rossz hír" című részben aggódnak újra a gyerekvállaláson.
- Lily az "Elfogadom a kihívást" című részben is azt állítja, hogy érti a metrós hangosbemondót.
- A "Marshall a gépek ellen" című dal elhangzik a "Basszgitáros kerestetik" című epizódban is.

## Érdekességek
- Az epizódban számos utalás található a Microsoft termékeire.
- Annak ellenére, hogy az epizód New York városának helyszínein játszódik, egyetlen jelenetet sem vettek fel ott, hanem mindent Hollywoodban a Universal Studios-nál.
- Barney az "Elizabeth" nevet kiáltja, amikor megjátssza a szívrohamot. Ez az 1960-as évekbeli szituációs komédiára, a "Sanford and Son"-ra utal, ahol a főhős gyakran eljátszotta ugyanezt.
- Josh Radnor szerint ez volt az az epizód, amelyhez a legtöbb jelenetet kellett felvenni[1].
- Az epizód alapján a banda lakása, és a MacLaren's bár New Yorkban a "150 W 85th Street" cím alatt található. A valóságban ezen a címen a Mannes School of Music található.
- Maury Povich az epizódban többször is látható. Ő inti le Robin taxiját, ül Lily mellett a metrón, majd Ted mögött a buszon. Ahogy Marshall fut, kétszer is elhalad előtte. Amikor pedig a banda tagjai találkoznak és döntetlenben akarnak kiegyezni, épp akkor jön ki a boltból.

## Zene
- Marshall versus The Machines
- Oswin Mackintosh – Enjoy the Ride

## Vendégszereplők
- Marshall Manesh – Ranjit
- Maury Povich – önmaga
- Geoff Stults – Max
- Laura Bell Bundy – Becky
- Shaughn Buchholz – pincér
- Jan Bryant – Mildred
- Steve Rizzo – óriás számológép
- Koby Rouviere – fiatal Marshall
- Toussaint Waterman – mentős
- Nick Toren – turista
- James Price Jr. – nagy ember